# Theorie der strategischen Wahl
John Child entwickelte 1972 seine Theorie der strategischen Wahl (engl. strategic choice theory) als eine Erweiterung des situativen Ansatzes. Neu an dieser Theorie ist die Einbeziehung der Gruppe der Entscheider, die auch „dominante Koalition“ genannt wird, bei der Erklärung von Organisationen. Die Theorie erkennt hierbei den politischen Prozess an, in dem sich Machthaber innerhalb von Organisationen befinden, indem sie über strategische Handlungsoptionen entscheiden. Diese strategische Wahl der Entscheider umfasst typischerweise nicht nur die Errichtung struktureller Formen, sondern auch die Manipulierung von Umwelteigenschaften und die Wahl relevanter Leistungsstandards.

## Vorgeschichte
Bis in die 1970er-Jahre basierte Organisationsforschung auf der Annahme, dass Organisationen auf vorhersagbare Weise auf die sie umgebenden Bedingungen antworten, indem sie ihre Zweckbestimmung und Form anpassen, um Markt- und Umweltbedingungen zu genügen. Als Folge neigten Forscher dazu, nach jenen Umweltfaktoren zu suchen, die das Verhalten in Organisationen bestimmen. Organisationsforscher waren bald jedoch zunehmend von diesem mechanischen, deterministischen Konzept der Organisation-Umwelt-Beziehung ernüchtert.

## Kern der Theorie
Child (1972) vertritt eine weniger starre Sicht auf die Wechselwirkung zwischen Organisationen und ihren Umwelten, indem der dynamische Austausch zwischen beiden Kräften berücksichtigt wird. Er prägte hierfür den Begriff der strategischen Wahl in der Organisation-Umwelt-Beziehung, um anzuerkennen, dass größere Entscheidungen durch das Management der Definition der Beziehung der Organisation mit der breiteren Umwelt dienen. Miles und Snow (1978) fassen die Theorie der strategischen Wahl wie folgt zusammen: Demnach argumentiert sie im Kern, dass die Effektivität organisationaler Anpassung von der Wahrnehmung von Umweltbedingungen durch die „dominante Koalition“ und den Entscheidungen, die sie zum Umgang der Organisation mit diesen Bedingungen trifft, abhängt.

## Belege
1. 1 2  J. Child: Organizational structure, environment and performance: The role of strategic choice. In: Sociology. Band 6, 1972, S. 1–22.
2. 1 2 3 4 5  R. E. Miles, C. C. Snow: Organizational strategy, structure and process. McGraw-Hill, New York 1978, S. 5.
3. ↑  R. E. Miles, C. C. Snow: Organizational strategy, structure and process. McGraw-Hill, New York 1978, S. 21.